# 国際統合睡眠医科学研究機構
国際統合睡眠医科学研究機構（こくさいとうごうすいみんいかがくけんきゅうきこう、英称: International Institute for Integrative Sleep Medicine、略称: IIIS）は、睡眠覚醒の神経科学および関連領域の世界トップレベル研究者を集結し、睡眠覚醒機構を解明し睡眠を制御する戦略の開発や睡眠障害および関連する疾患の制御を通して人類の健康増進に貢献することを目的として設立され、筑波大学学長直属の国際高等研究所であり、研究機関。

## 沿革
2012年12月1日に文部科学省の世界トップレベル国際研究拠点として発足した。発足から10年間は、国から年間5億～20億円の支援を受けることになっている。

## 期間
10年間。助成開始5年後の中間報告により、計画の変更、中止などの見直しが行われる。特に優れた成果を上げた場合は、5年間の延長が認められる。

## 組織
2023年1月31日現在

### 機構長
- 柳沢正史

### 主任研究員
- 櫻井武（筑波大学）
- 船戸弘正（筑波大学/東邦大学）
- 平野有沙（筑波大学）
- Michael Lazarus（筑波大学）
- 大石陽（筑波大学）
- 坂口昌徳（筑波大学）
- 林悠（筑波大学/京都大学）
- Robert Greene（筑波大学/テキサス大学サウスウエスタン医学センター）
- Kaspar Vogt（筑波大学）
- 本城咲季子（筑波大学）
- Qinghua Liu（筑波大学/中国生命科学研究所（北京））
- 櫻井勝康（筑波大学）
- 戸田浩史（筑波大学）
- 沓村憲樹（筑波大学）
- 斉藤毅（筑波大学）
- 徳山薫平（筑波大学）
- 大蔵倫博（筑波大学）
- 阿部高志（筑波大学）
- 神林崇（筑波大学）
- 北川博之（筑波大学）
- 史蕭逸（筑波大学）

### 事務部門長
- 木村昌由美（筑波大学）

### 筑波大学内連携
- 島野仁（筑波大学医学医療系）
- 深水昭吉（筑波大学生命環境系）

- 高橋智（筑波大学医学医療系）

### サテライト（国内）
- 砂川玄志郎（理化学研究所生命機能科学研究センター）
- 栗野盛光（慶應義塾大学経済学部）
- 安東弘泰（東北大学材料科学高等研究所）

### サテライト（海外）
- テキサス大学サウスウエスタン医学センター
- ハーバード大学医学大学院
- 中国生命科学研究所（北京）
- オクスフォード大学

## 所在地
- 筑波大学筑波キャンパス西地区医学系エリア（第4エリア）